# Mercato coperto
Il mercato coperto è un luogo di vendita di prodotti ittici, caseari e ortofrutticoli, nato dalla necessità di difesa e di conservazione di queste merci. E per questo, sito in una struttura apposita, fissa e riparata nei centri storici delle città. I mercati coperti devono soddisfare determinate condizioni, fra le quali:
- la perfezione nell’approvvigionamento e nello smercio, nella conservazione dei prodotti e nel controllo statistico delle operazioni di compravendita;
- la sicurezza, comodità e tutela dalla salute dei venditori e dei compratori; garanzia della qualità e salubrità delle derrate;
- la comodità e facilità di accessi per il pubblico;
- la massima utilizzazione dello spazio;
- la bellezza architettonica dell’edificio;
- la corrispondenza del mercato con le abitudini della popolazione.

## Storia
Al sorgere delle prime società, i mercati già esistevano con lo scopo di scambiare i vari prodotti e soddisfare così i propri bisogni. I mercati erano luoghi caratterizzati dalla facilità di accesso, dalla centralità e dalla vicinanza alle abitazioni. Inizialmente i mercati avevano luogo in grotte naturali o artificiali, in edifici di legno grezzo o di pietre, coperti da tettoie.
I Fenici avevano stabilito i mercati coperti all’interno del Tempio del Sole, gli Etruschi nelle piazze fra i templi e i portici delle case. I Greci perfezionarono i loro mercati dal punto di vista della magnificenza e della bellezza artistica, allestendoli nell’agorà, mentre i Romani li costruirono più grandi e numerosi nel forum. A Roma, i mercati coperti per la vendita al minuto d’ogni genere di derrate o mercanzie si denominavano macella.
Nel Medioevo, il mercato inizialmente era situato nei vecchi fori, poi le botteghe si moltiplicarono sparse per la città; il mercato si teneva all’aperto, e non vi era né uno spazio predisposto a questo scopo né cura del decoro, della pulizia e della comodità.

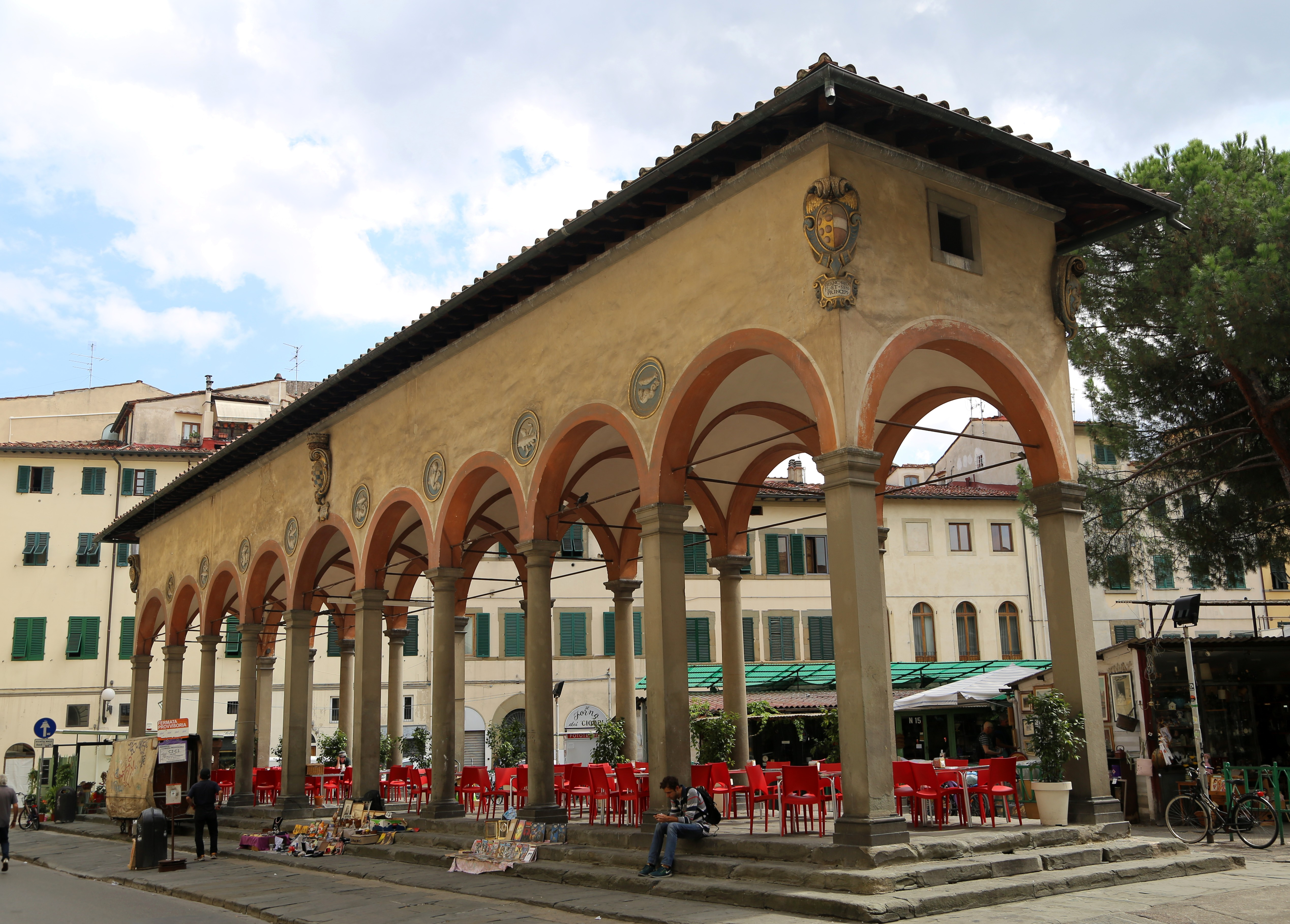
Loggia del Pesce a Firenze

A seguire, negli Stati governati a Repubblica, la piazza innanzi alla sede del Governo era destinata al mercato e i portici del palazzo municipale offrivano un riparo ai mercanti. I Principi a capo dei Comuni italiani gareggiarono nell’edificare eleganti e comodi mercati. Verso la fine del XVI secolo, Cosimo I commissionò al Vasari l’edificazione a Firenze del Mercato Vecchio, costituito da un portico destinato a pescheria. Numerosi mercati coperti consistevano in portici fiancheggianti le vie e le piazze delle maggiori città, tra le quali Venezia, Bologna, Padova, Milano, Parma ed altre.
Nel corso degli anni, i mercati coperti si svilupparono ove era sentito maggiormente il bisogno, a causa dell’inclemenza del clima, e là dove la munificenza del Principe o la prosperità del popolo forniva i mezzi per l’edificazione. Il bisogno di coprire le piazze dedicate ai mercati si sentì, prima che in Italia, nel Regno Unito, in Germania, nei Paesi Bassi e in Francia. Inizialmente, i mercati coperti vennero edificati per riparare le derrate più difficili da conservare, quali il pesce e le carni, poi tale provvedimento, constatati i notevoli vantaggi, si estese ai mercati di qualsiasi derrata.
All’inizio del XIX secolo susseguirono molti avvenimenti che portarono alla costruzione dei mercati coperti: la proclamazione definitiva della libertà del commercio, l’applicazione della forza del vapore ai trasporti sia terrestri sia marittimi, l’impianto del telegrafo magneto-elettrico, l’inaugurazione quasi generale di sistemi politici liberali, lo sviluppo industriale e il progresso nei sistemi di illuminazione.
La loro costruzione vide, nel corso degli anni, l’adozione di nuove pratiche costruttive, con un esteso impiego di cemento sotto forma di calcestruzzo e di ferro per travature e condutture di grande e piccola portata.

## Descrizione dei principali mercati coperti esteri ed italiani eretti nel XIX secolo
Il Paese che per primo diede segnali del progresso in fatto di mercati coperti fu la Francia, dopodiché tutte le nazioni seguirono il suo esempio.

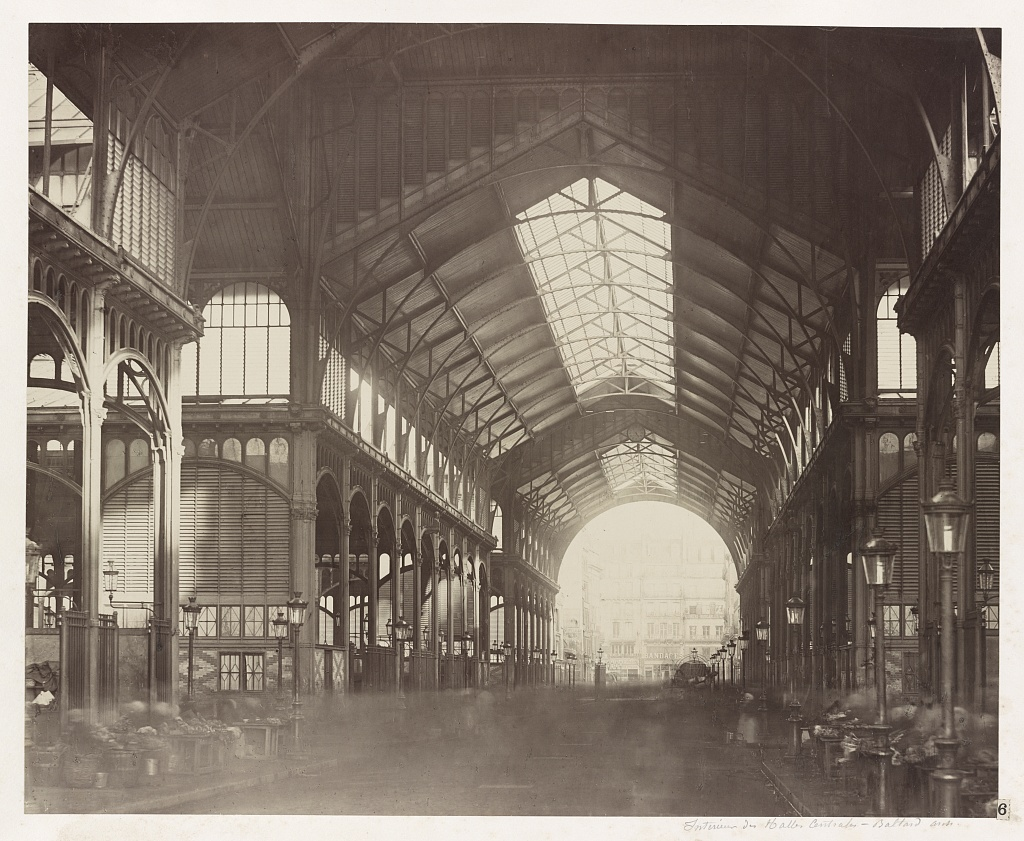
Les Halles Centrales di Parigi, 1870

Fra i vari mercati coperti edificati a Parigi nell’Ottocento – mercato della Maddalena, mercato dei Carmelitani, mercato di San Gervasio, mercato di San Martino – è da considerare la costruzione del mercato centrale ideato da Napoleone nel 1810, nel luogo ove sorsero le Halles fino agli anni Settanta del secolo scorso. L’edificio monumentale delle Halles Centrales fu progettato in pietra, ma l’Imperatore Luigi Napoleone si mostrò propenso all’utilizzo esclusivo di ferro, ghisa e vetro. È con questi materiali che le Halles vennero edificate a partire dal 1854 e realizzate in 12 padiglioni separati da strade coperte. Ciascun padiglione era destinato alla vendita di una determinata derrata – carni, fiori, frutti, legumi, tuberi, pesce, pollame, uova – e ognuno disponeva di ambienti appartati per gli impiegati del mercato.
Le Halles erano divise dal Boulevard des Halles in un gruppo di mercati ad Oriente e in un altro ad Occidente, entrambi collegati con la ferrovia dell’Est affinché le derrate giungessero direttamente da tutte le Stazioni. I mercati erano circondati da larghi marciapiedi, ove si potevano trovare venditori di ogni genere.
Una caratteristica che si può trovare identica in tutti i mercati è la copertura, consistente essenzialmente di ferro zincato e vetro. I tetti erano a quattro spioventi e l’armatura era formata da travi rettilinee reticolate, rinforzate da mensole ad arco, appoggiate sulle colonne del perimetro e su quelle interne. Le strade fra i vari padiglioni erano coperti con tetto a due spioventi, supportato da centine di ferro.
Il Mercato Coperto di Lione venne costruito nel 1858, per servire alla vendita delle sostanze alimentari e altri svariati generi di consumo. Esso fu costruito interamente in ferro e in vetro e costituito da tre navate, suddivise all’interno da colonne vuote di ghisa.
Anche le città italiane, tra la fine dell’Ottocento e il primo Novecento, iniziarono a costruire dei mercati coperti, aggiornando il sistema di approvvigionamento del cibo, utilizzando nuove tecnologie. Non sono poche le opere compiute: a seconda dei luoghi, sonno stati eseguiti mercati con differenti caratteristiche, provando il valore degli ingegneri italiani, che non sono secondi a quelli di altre nazioni nello sviluppare questi edifici con novità, norme razionali e pratiche. I mercati tipici all’italiana sono composti di un seguito di portici, sotto i quali si aprono distinte botteghe, provviste di magazzini vasti, asciutti, ben aerati per la conservazione delle derrate, così da permettere una distinta vendita dei vari generi, e la diffusione di aria e luce in tutte le parti del mercato, data dai cortili interposti fra le gallerie laterali e dalle larghe aperture al di sopra delle botteghe.

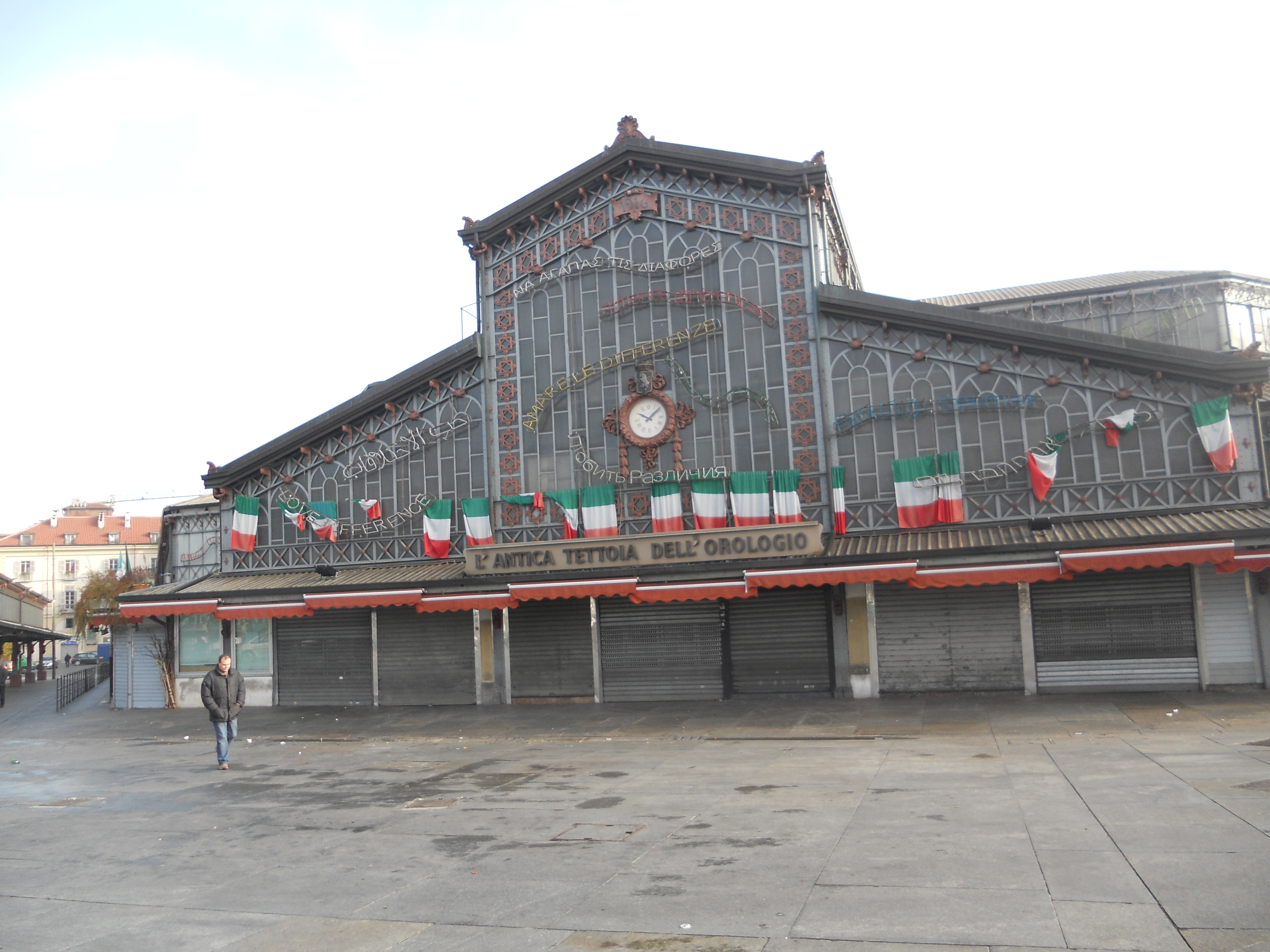
Il mercato coperto di Porta Palazzo a Torino

Le derrate facilmente deperibili vengono spesso depositate nei sotterranei, mentre il pesce viene conservato in appositi cassoni a ghiacciaia rivestiti di zinco.
Già a partire dagli anni sessanta dell’Ottocento, a Torino si potevano contare dieci mercati pubblici, che avevano lo scopo di smerciare carne macellata, pollami, burro, uova, pasta, pesci e frutta. Alcuni di essi tuttora esistenti presentano una tettoia a cupola (piramide tronca e soprastante cupolino); le corsie dei vari mercati sono illuminate da finestroni, muniti di persiane fisse, con palette di vetro ed intelaiature di ferro fuso. Le tettoie di questi mercati possono essere armate di centine in ferro impostate su colonne di ghisa, oppure possono essere costituite di muratura mista di scaglie di pietra e mattoni; le coperture sono di lastre di ferro zincato.
Nel 1883, a Venezia venne costruito un mercato coperto del pesce, situato sul Canal Grande. Esso non disponeva di locali speciali per magazzini; la conservazione del pesce veniva curata mediante serbatoi di legname immersi nell’acqua del canale o in vicini locali terreni.
Nella seconda metà dell’Ottocento, nonostante le grandi dimensioni della città di Milano, vennero realizzati solamente tre mercati coperti ispirati agli stessi criteri costruttivi: Mercato per ortaggi e pesce alla Vetra, Mercato per latticini alla Vetra, Mercato al foro Bonaparte.
Tra i materiali utilizzati troviamo la pietra-ceppo lavorata per il basamento e le pilastrate, il ferro per le verande esterne, la pietra mista per le murature, con paramento in mattoni a due tinte combinate a disegni, formanti i parapetti; il coperto è di ardesie grandi, ogivali, con sottoposto tavolato di latrice portato da 40 capriate in legno e ferro: una cresta di ghisa, a trafori, corona le cuspidi del tetto e dei frontali.

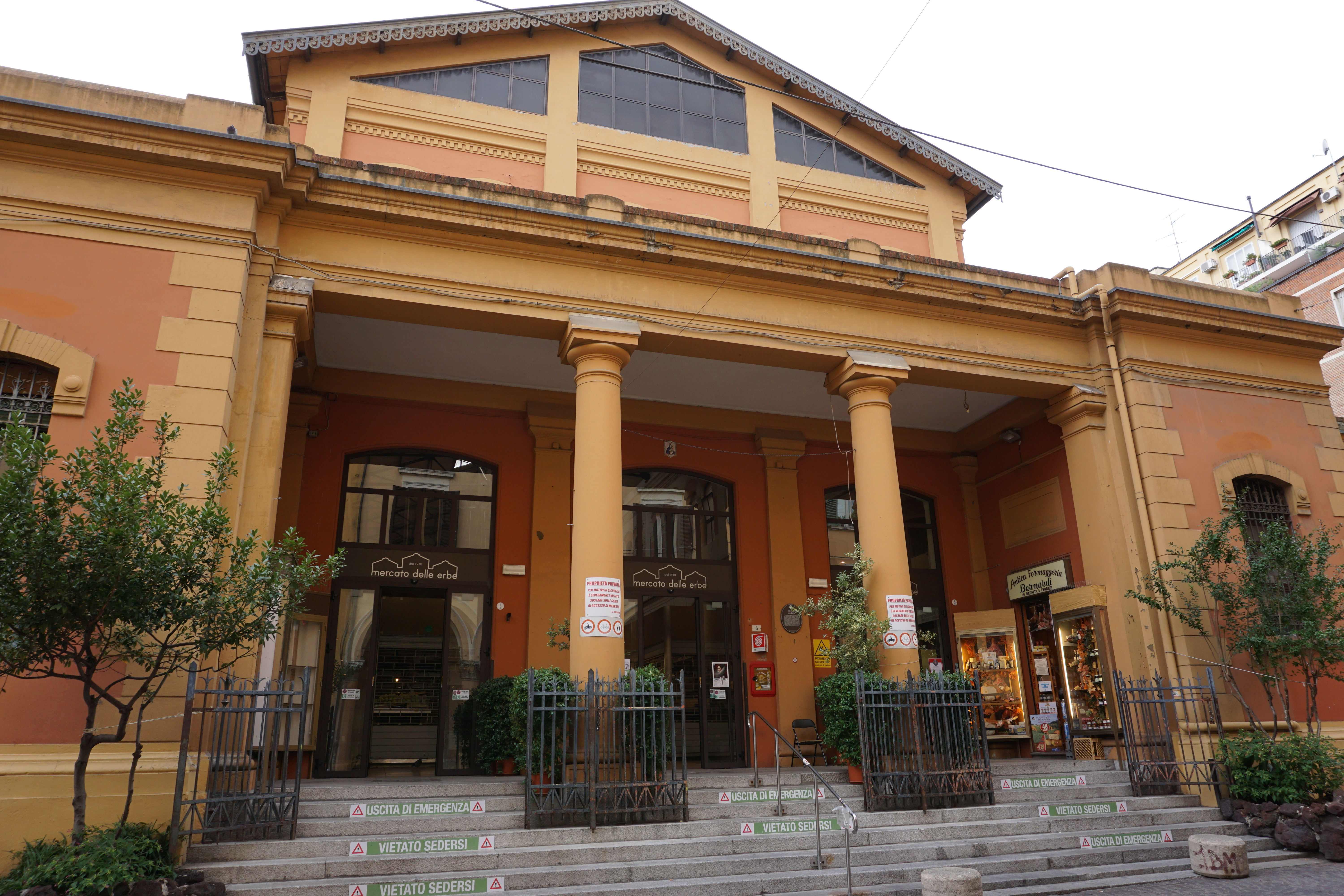
Il Mercato delle Erbe di Bologna

Per la costruzione dei mercati coperti di Bologna si sono impiegati: i laterizi per i muri, le lastre di Bevola per i pavimenti dei passaggi, le mattonelle di cemento per quelli dei posteggi, l’intonaco in calce ai muri. Le tettoie sono dotate di grandi lucernari a vetri con aperture laterali per la ventilazione. Le porte d’ingresso sono chiuse da cancelli di ferro; di ferro sono anche le gradinate di sostegno delle derrate.
A Firenze, i mercati coperti furono costruiti sul modello di Parigi; i prospetti e i fianchi sono eseguiti in pietra, mentre la copertura è esclusivamente in ferro. Esemplare è il Mercato Centrale, costruito alla fine del XIX secolo su progetto dell’architetto Mengoni, lo stesso che progettò la Galleria Vittorio Emanuele II a Milano.
Per quanto riguarda i mercati coperti a Roma, i materiali impiegati sono la pietra tufo per le fondazioni, i laterizi nel sopra-terra, colonne e travature in ferro per la copertura del mercato, un’armatura di ferro per la tettoia, sorretta da colonne di ghisa e coperta da lamina di ferro zincato su tavolato di abete. I sotterranei sono ben arieggiati e divisi con griglie in ferro e provveduti d’acqua, per la buona conservazione dei generi alimentari.
Alcuni mercati coperti sono stati ristrutturati, riqualificati, o impiegati nuovamente per un'altra finalità, mentre altri rischiano di essere demoliti poiché caduti in disuso.

## Classificazione dei Mercati Coperti

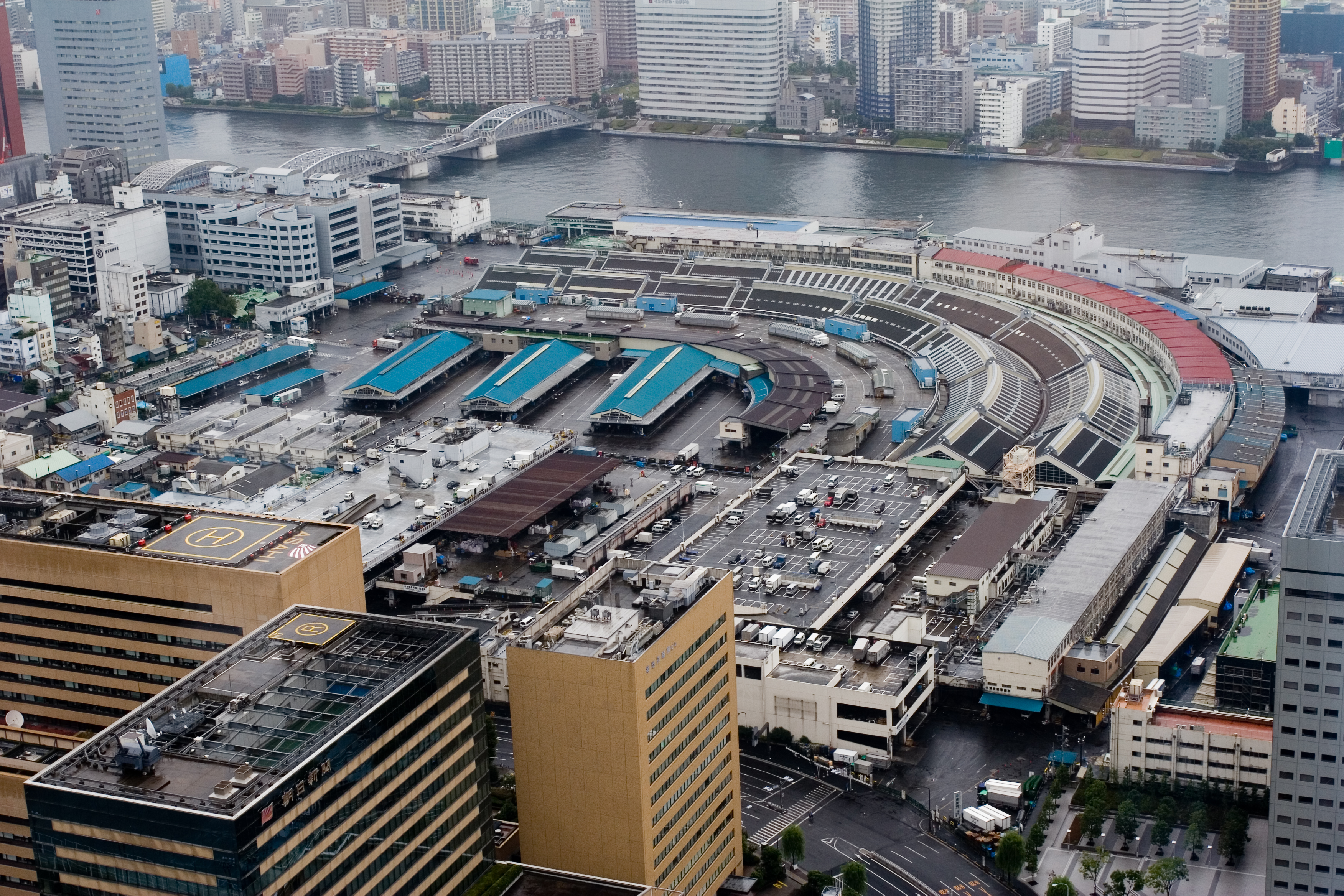
Il mercato ittico all'ingrosso di Tsukiji, Tokio

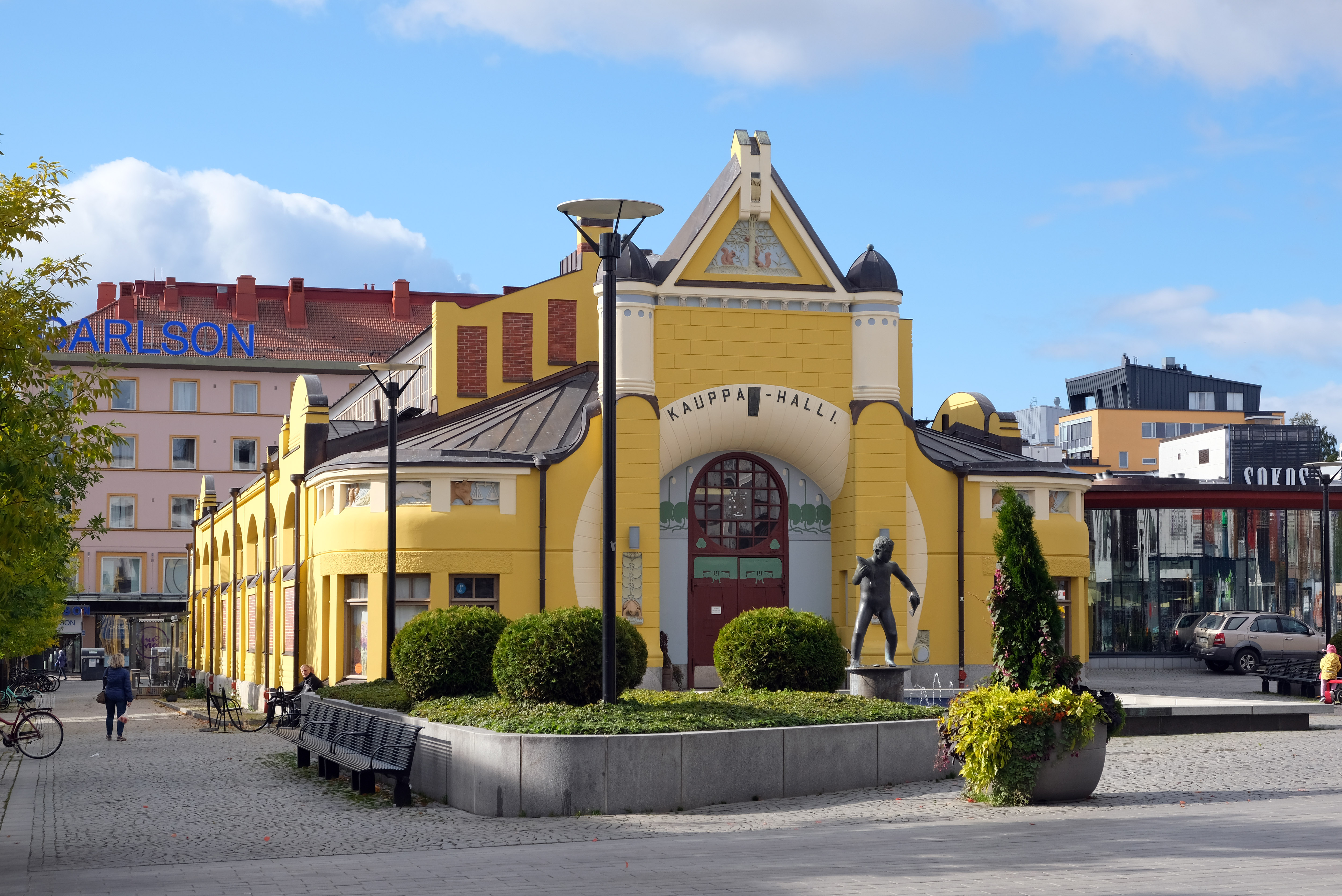
Il mercato coperto di Kuopio, Finlandia

Se un tempo la classificazione dei mercati coperti prevedeva solo due tipologie di strutture, il mercato coperto all’ingrosso e il mercato coperto al minuto, oggi la classificazione dei mercati coperti si articola in tre classi:
1. Mercati all’ingrosso, destinati a commercianti e rivenditori, dove vengono messi a contatto il grande e il medio produttore. Sorgono generalmente nei punti periferici della città, ma sono collegati con le vie di comunicazione principali, per evitare un affollamento di traffico all’interno del tessuto urbano cittadino. Si tratta di mercati che dispongono di grandi ambienti per l’esposizione delle derrate, di magazzini, di un conveniente locale per i frequentatori in attesa, di un ambiente per gli assaggi e di uffici.
2. Mercati al mezzo ingrosso, destinati a chi ha la necessità di comprare le derrate di facile conservazione (come ad esempio ristoratori e albergatori). Sono situati in luoghi centrali, facilmente raggiungibili, al centro delle vie di comunicazione principali e spesso sono annessi ai mercati al minuto per ottenere una maggiore convenienza. Presentano locali utilizzati per la conservazione delle derrate che restano invendute e spesso presentano un unico ambiente per la vendita, dove si trovano banchi di grandi dimensioni.
3. Mercati al minuto, destinati al più ampio numero di frequentatori, dove è possibile fare gli acquisti alla giornata. Si trovano, per questo motivo, in posizioni centrali e sono di dimensioni inferiori e in numero maggiore rispetto ai mercati al mezzo ingrosso, ma soprattutto rispetto ai mercati all’ingrosso. Non dispongono di uffici per le venditi, ma per l’amministrazione, inoltre ci sono magazzini, ghiacciaie, celle frigorifere e sale caffè.
A questi tre tipi di mercato si può aggiungere una quarta classe, le tettoie ad uso di mercato, ovvero quei mercati che si tengono in aree coperte da tettoie in ghisa o di acciaio ma non chiuse, privi di sotterranei e senza banchi fissi.

## Norme e regole per la costruzione dei Mercati coperti
Forma, ossatura e fondazioni del mercato
Per quanto riguarda la forma del mercato coperto non c’è una regola precisa, si possono trovare mercati coperti di forma quadrata, come rettangolare, trapezoidale o anche rettangolare. Ciò che è importante invece è la dimensione dello stabile e la capacità di utilizzare alla migliore maniera lo spazio a disposizione. Il migliore materiale con cui costruire l’interno del mercato e l’armatura è il ferro per ottimizzare lo spazio e per facilitare la circolazione dell’aria e la diffusione della luce. In muratura, invece, sono costruite le parti che si trovano sotto il livello stradale o sotto il piano del mercato. Spesso viene anche utilizzata la ghisa per le colonne, sebbene le colonne che presentano una maggiore resa di sostentamento dell’intero elevato siano colonne di bandelle di ferro a sezione quadrata e rettangolare, rinforzate ai quattro angoli con ferri L, con pareti a reticolato. Sono le pareti a reticolato che però presentano degli inconvenienti, perché è più facile che in esse si annidi lo sporco, per questo motivo per i primi tre metri presentano superfici chiuse, per una migliore pulizia. L’altezza delle colonne dipende dalla larghezza dell’ambiente, mentre la profondità delle fondazioni dipende dalla pianta dell’edificio e sono meno profonde quando l’elevato si adatta alla conformazione naturale del suolo.
Distribuzione e suddivisione del mercato
Il mercato prevede una suddivisione in padiglioni o navate o corsie.
Quando il mercato ha medie dimensioni presenta un cortile centrale scoperto, illuminato e ventilato, attorno a cui si dispongono gli ambienti, mentre i locali di servizio si trovano agli angoli.
Nei mercati ci sono uno o due passaggi centrali che mettono in comunicazione tutti gli ambienti che vi si trovano all’interno.
Scompartimenti e banchi

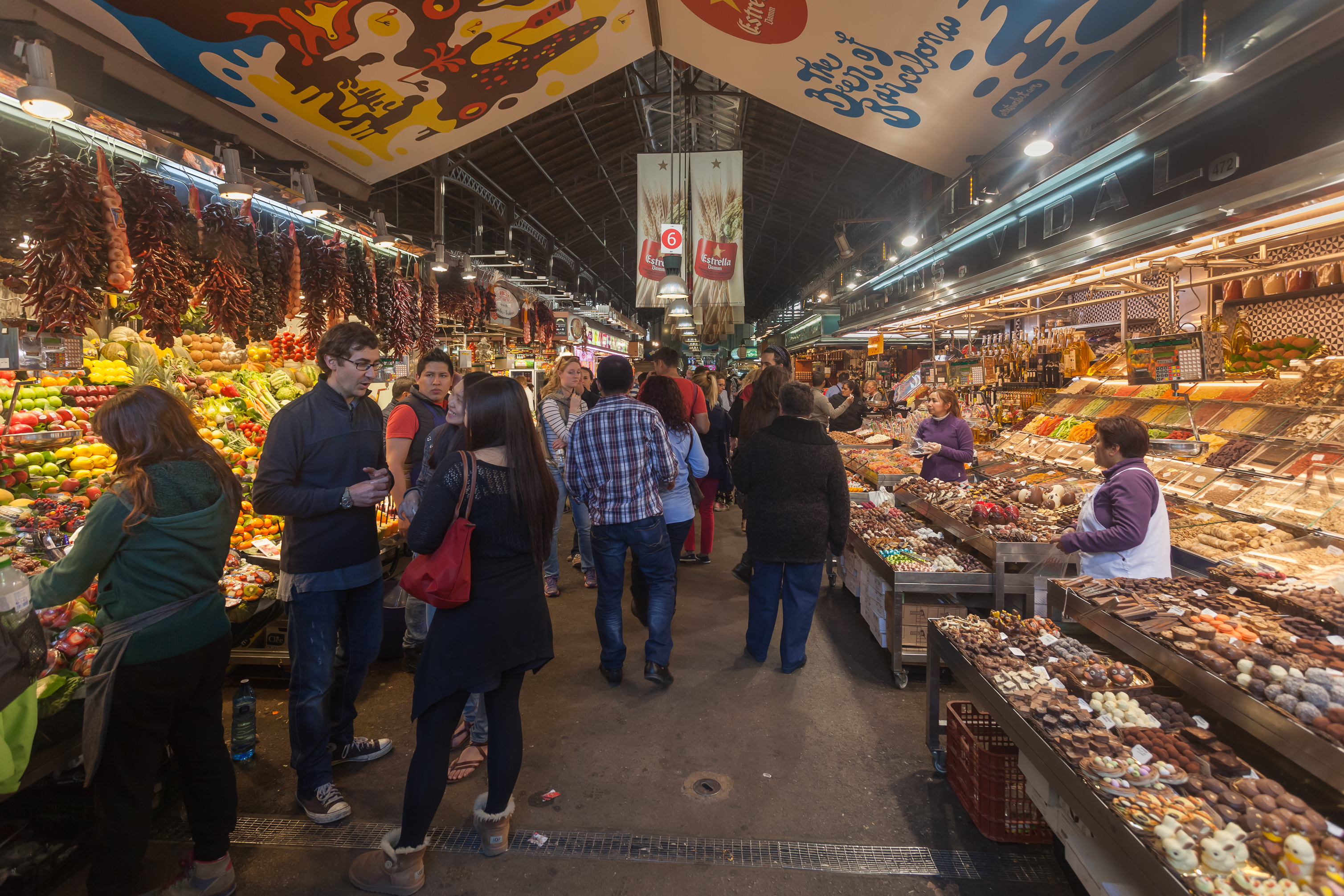
Banchi del mercato Sant Josep de La Boqueria, Barcellona

Gli scompartimenti presentano una suddivisione data dalla necessità di assegnare a un venditore uno o più posti e vengono divisi attraverso pareti in ferro zincato con lamina traforata per motivi igienici. Le lamine sono in metallo quando non c’è la necessità che la luce filtri, mentre presentano elementi in vetro quando la luce deve passare.
Per quanto riguarda i banchi, le loro dimensioni variano di mercato in mercato, mentre i materiali maggiormente impiegati per la loro realizzazione sono il ferro, la ghisa, l’acciaio, il metallo zincato, di pietra, di cotto, mentre non viene utilizzato il legno.
I banchi utilizzati per la vendita di carne e pesce hanno la tavola superiore o di lavagna o di marmo o cotto verniciato o ferro smaltato o zincato e presentano una dispensa d’acqua.
Ulteriori elementi che costituiscono i banchi sono una targa per l’insegna, per il numero d’ordine e per il nome del proprietario, sostegni e mensole.
I banchi di dimensioni maggiori sono quelli destinati alla vendita di carne, che non presentano una superficie inferiore a 9 metri quadrati.
Ogni banco deve avere la possibilità di essere chiuso una volta finita l’attività e deve disporre di acqua e di latrine.
Armatura
Quando l’armatura è di grande portata ci sono degli appoggi intermedi interni in ghisa, ferro o acciaio. Le migliori armature sono quelle a centine formate da travi e non quelle con articolazioni, viti e bolloni, mentre il materiale maggiormente utilizzato è l’acciaio.
Accessi al mercato- porte e passaggi
Ci sono accessi d’ingresso e d’uscita. Nel caso dei mercati all’ingrosso e dei mercati a mezzo ingrosso gli accessi sono binari e il loro livello è inferiore a quello del mercato, ai piani inferiori al piano di calpestio si accede attraverso dei piani inclinati.
Accade spesso che gli ingressi siano decorati.
Per quanto concerne il numero degli accessi ci sono doppi accessi sulle strade principali e sulle principali sezioni del mercato.
Illuminazione
La luce che viene preferita è quella moderata, quindi la luce non scende da lucernari orizzontali, per questo vengono preferite lanterne longitudinali alte almeno un metro.
Sono utilizzate per l’entrata della luce anche lastre di vetro retinato traforate a tronco di cono.
La ventilazione dipende dall’esposizione del mercato.
Magazzini, sotterranei, ghiacciaie, impianti frigoriferi
Magazzini, sotterranei, ghiacciaie, impianti frigoriferi sono necessari al mercato coperto. Magazzini e sotterranei, suddivisi in compartimenti chiusi, fungono allo scopo di conservare al sicuro le derrate invendute. Le camere frigorifere e le ghiacciaie, invece, vengono utilizzate per la conservazione della carne e del pesce.
I magazzini hanno una temperatura costante e mite ottenuta attraverso l’utilizzo di grosse murature o con ripari di legno o con solai che li isolano e vengono utilizzati per la conservazione di frutta, tuberi, verdure, uova, pesci, carne, latticini.
Invece per carne e pesce freschi si ricorre ad ambienti sotterranei con temperatura costante e bassa in estate.
Quando, però, la temperatura degli ambienti sotterranei non è abbastanza bassa si fa ricorso alle ghiacciaie, dove la presenza di ghiaccio costante permette di raggiungere temperature molto basse, temperature circa attorno agli zero gradi.
Infine ci sono le camere frigorifere, stanze in cui viene fatta circolare l’acqua e in cui vengono poste le derrate.